# Bundesstraße 44
Pour les articles homonymes, voir B44 et Route 44.
La Bundesstraße 44 (abrégé en B 44) est une Bundesstraße reliant Francfort-sur-le-Main à Ludwigshafen.

## Localités traversées

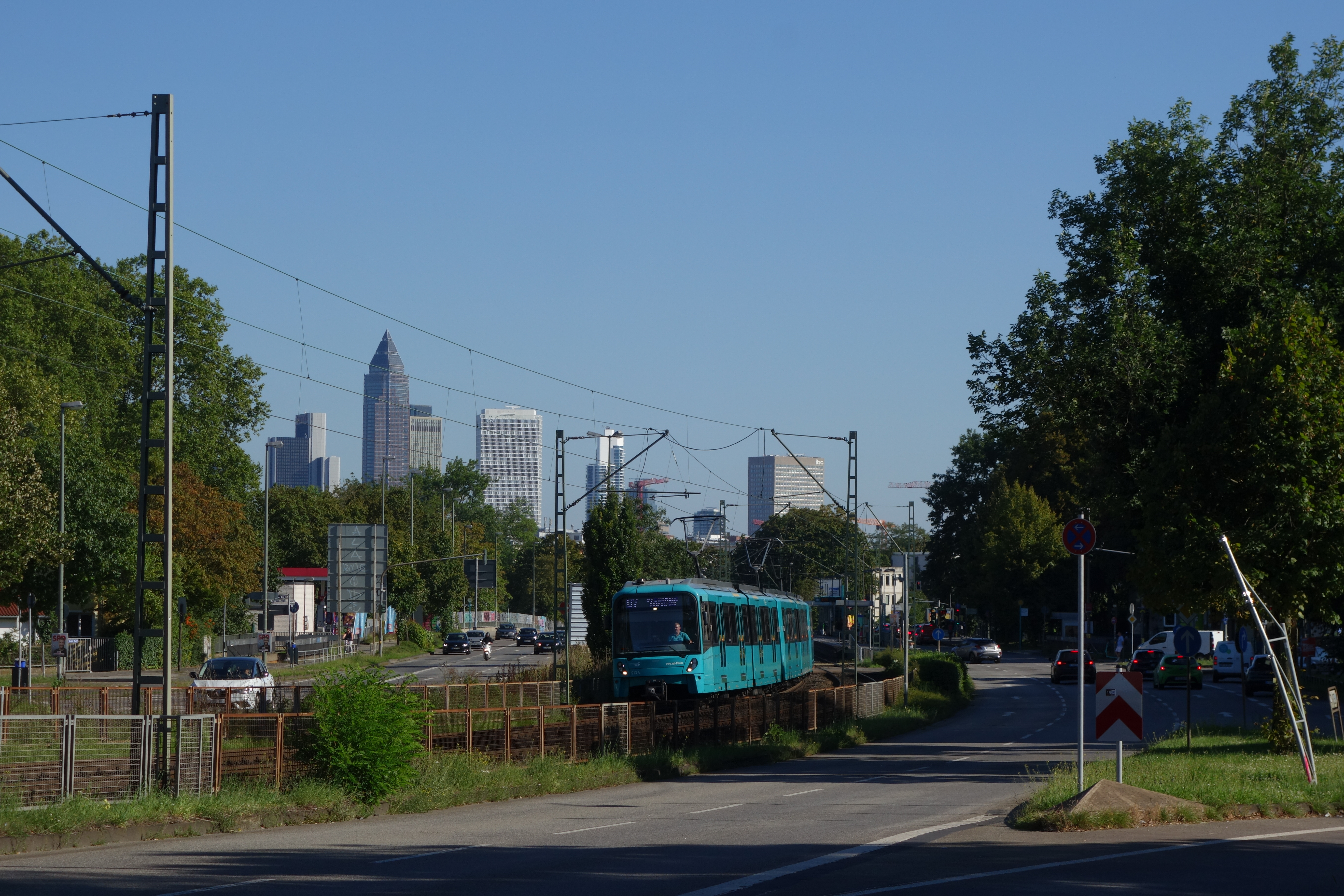
Ludwig-Landmann-Straße comme B 44 à son début à Francfort-Rödelheim, au milieu passe le tracé de la U-Bahn ligne 7

- Francfort-sur-le-Main
- Groß-Gerau
- Gernsheim
- Bürstadt
- Lampertheim
- Mannheim
- Ludwigshafen